# Pista de Cérvoles
La Pista de Cérvoles és una pista rural transitable dels termes municipals de Conca de Dalt, en territori dels pobles d'Erinyà i de Serradell, a l'antic terme de Toralla i Serradell, i de Senterada, a l'àmbit del poble de Cérvoles, al Pallars Jussà.
Arrenca cap al nord-oest des del final de la Pista de la Muntanya al nord-oest de la Solaneta i al sud-est de Sant Aleix. S'adreça cap al nord-est, fent moltes ziga-zagues, travessant tot el Bosc de Cérvoles mentre ressegueix pel nord tota la Muntanya de Sant Aleix. Travessa el barranc de la Torre, just a l'extrem meridional del Clot de l'Estall, de la Coma Guàrdia i de la Coma Pi, i remunta la vall del barranc esmentat pel costat nord. Passa pel Solà de la Muntanya d'Erinyà, travessa la Coma, i va a cercar la capçalera del barranc de Fontallaus. Passa pel nord-oest del Clot de la Coma i de la Solana de Fontallaus, i va ascendint fins a assolir la carena del Serrat de Sant Roc, entre aquest serrat i lo Serrat Gros.
Després, torna a davallar per anar a buscar la capçalera del barranc de Coma de Prats, deixant a llevant les partides de les Mosqueres i dels Horts del Torrent del Bosc, abans de travessar el barranc, i de les Fronteres i Nafolles després de fer-ho. Tot seguit deixa a migdia les partides de les Cerveretes, de Vallomar i de les Bassetes, va a buscar el Serrat de Ruixol, entre el Vedat de Munt i Coscollola (ponent) i les Alzines (llevant), després pel costat de migdia de la de la Cortina, ja a ponent del poble de Cérvoles, fins que troba la Pista de Sant Nicolau, a través de la qual i de la Pista de Senterada a Cérvoles acaba d'arribar a Cérvoles.